# Pa Saikou Kujabi
Pa Saikou Kujabi (Serekunda, 10 dicembre 1986) è un ex calciatore gambiano, di ruolo difensore.

## Carriera

### Club
Ha giocato nella massima serie dei campionati gambiano, austriaco e scozzese, e nella seconda divisione tedesca.

### Nazionale
Tra il 2007 e il 2012 ha giocato quindici partite con la nazionale gambiana.